# Inca queen
Inca queen is een lied dat werd geschreven door Neil Young. Samen met Crazy Horse bracht hij het in 1987 uit op zijn album Life. Het nummer werd op 19 november 1986 live opgenomen in het Universal Amphitheatre in Californië. Daarnaast verscheen een radiosingle met een bewerkte en de elpeeversie.
Het is een van de meer melodieuze en langzamere nummers van het album Life. Met Crazy Horse begeleidt Young zich op een akoestische gitaar met verschillende loopjes en een solopartij.
Het lied geeft een nostalgische terugblik op het rijk van de Inca's, een beschaving die eeuwen terug purer is geweest in Youngs verbeelding. De tekst verwijst naar een verwachte komst van een Incakoningin.
Inca queen staat los van andere nummers op het album en heeft juist verband met eerder werk van Young. Het volgt namelijk inhoudelijk op Like an Inca uit 1982, en beide nummers haken aan op Cortez the Killer dat hij in 1975 uitbracht. Dat laatste nummer verwijst naar Hernán Cortés, de Spaanse conquistador van Mexico. Andere songteksten over de oorspronkelijke bewoners van America en in het bijzonder over het verwoestende gevolg van de Europese kolonisatie zijn Pocahontas (1979) en Goin' home (2002).